# 深町壽成
深町壽成（日语：／ Fukamachi Toshinari，8月29日—）是日本的男性聲優。山形縣出身。隸屬於aptepro。

## 人物
原本並不對聲優這個行業抱持憧憬，某天突然對聲優業界感興趣後便開始以當聲優為目標。

## 演出作品
※粗體字為主要角色。

### 電視動畫
2010年
- 戰鬥陀螺 鋼鐵奇兵 爆

2012年
- 其中1個是妹妹！（學生）
- 向陽素描×蜂窩（弗蘭肯）

2013年
- 惡之華（男學生）
- 大怪獸RUSH 超級邊境（岩漿大師瑪格納）
- 眼鏡部！（教師、學生）

2014年
- 櫻Trick（男學生）
- 魔法戰爭（巫師氣息的魔法師、男學生、男、赤龍的魔法師）
- 偽戀（部下、幫派份子、男學生）

2015年
- DOG DAYS（阿爾弗里德將軍）

2016年
- 從前有座靈劍山（岳雲）
- 虹色時光（車內廣播、情侶男）
- 熊巫女（郵遞員）
- ALL OUT!!（苗鹿大平[3]、文藝社員、關東學園社員、大島右京）

2017年
- 偶像大師 SideM（黑野玄武）

2018年
- 酒鬼妹子（男星探）
- 雷頓神秘偵探社 ～卡特莉的解謎事件簿～（喬許）
- 偶像大師 SideM 有理由Mini！（黑野玄武[4]）

2019年
- 盾之勇者成名錄（司祭、店員、村人、士兵）
- 滿腦都是○○的我沒辦法談戀愛（米塚周平[5]）
- 平凡職業造就世界最強（南雲始[6]）
- 崛起！萌獸寵物店（克勞斯）

2020年
- 八男？別鬧了！（保羅）
- 神之塔 -Tower of God-（哈馳）

2021年
- 半妖的夜叉姬（忍者）

2022年
- 平凡職業造就世界最強 2nd season（南雲始）
- BORUTO-火影新世代-NARUTO NEXT GENERATIONS-（舟戶地引）
- 戀上換裝娃娃（店員）
- 史上最強大魔王轉生為村民A（亞德·梅堤歐爾[7]）
- BLEACH 千年血戰篇（滅卻師）
- IDOLiSH7 Third BEAT!（執事）

2023年
- 不相信人類的冒險者們好像要去拯救世界（亞歷克斯）
- 真·進化果實～不知不覺踏上勝利的人生～（布爾德·雷夫·凱澤爾[8]、門衛2）
- 再得一勝！
- 魔法少女毀滅者（哥哥）
- 可愛過頭大危機（雷尼·艾恩）
- AI電子基因（正、五本木哲也）
- 我的幸福婚約（辰石一志[9]）
- AYAKA -綾島奇譚-（御手洗紅豆）
- 堤亞穆帝國物語～從斷頭台開始，公主重生後的逆轉人生～（蓋恩）
- 聖女魔力無所不能（傳令、騎士）

2024年
- 恰如細語般的戀歌（演唱會觀眾）
- 吸血鬼男子宿舍（蛇前輩、蛇）
- 神明選拔 Season2 完結篇
- 神之塔 -Tower of God- 王子的歸還 / 工房戰（哈馳）
- 平凡職業造就世界最強 season 3（南雲始）

2025年
- 中年男的異世界網購生活（尼揚伊）
- 我的幸福婚約 第二期（辰石一志）
- 完美到難以接近的聖女遭到解除婚約後被賣到鄰國（阿諾德）
- 搖滾樂是淑女的嗜好（小號演奏者）
- 小市民系列 第2期（日坂祥太郎）
- 受到猩猩之神庇佑的大小姐受到王立騎士團寵愛（阿里的加護者）
- 新吊帶襪天使（執行官、漁夫）

### OVA
2011年
- 英雄傳說 空之軌跡 THE ANIMATION（卡普阿一家、強化兵）

2015年
- 偽戀（流氓） - 漫畫第16卷附贈DVD同梱版

2016年
- 黑色五葉草（少年）

### 劇場版動畫
2010年
- 劇場版戰鬥陀螺 鋼鐵奇兵 VS 太陽灼熱的侵略者

2013年
- 大怪獸RUSH 超級邊境 DINO-TANK hunting（岩漿大師瑪格納）

2014年
- 大怪獸RUSH 超級邊境 VEROKRON hunting（岩漿大師瑪格納）

### 網路動畫
2018年
- 裝刀凱 The Animation（盗掘者a、年輕人1、水原、操作員、學生C、蝶蛹）

### 遊戲
2012年
- TOKYO山手BOYS Portable（路西茲）

2013年
- 大怪獸RUSH 超級邊境（岩漿大師瑪格納）

2014年
- 偶像節奏（嵯峨山陸[10]）
- 在遊戲當裁判員！Sweet Home延燒事件（白田正義、遊戲[11]）

2015年
- 蒼之騎士團（阿魯諾、康斯坦、拉比）[12]
- 夢王國與沉睡中的100位王子殿下（古拉德[13]）

2016年
- 偶像大師 SideM（黑野玄武）

2017年
- 羈絆前鋒（四和洲零[14]）
- 星座革命☆彡 88星座的偶像革命（雙木基加[15]）
- 偶像大師 SideM LIVE ON ST@GE!（黑野玄武）
- 惡魔72（佛鈕司、佛卡洛[16]）

2018年
- LibraryCross∞（希洛[17])
- DREAM!ing（虎澤一生[18]）
- 美男演唱會 為你獻上戀歌（真白奏[19])
- On Air！（天橋幸彌[20]）

2019年
- Op8♪（斯波春風[21]）
- THE KING OF FIGHTERS for GIRLS（安迪·博加[22]）
- BUSTAFELLOWS（納維德[23]）
- 調色盤遊行（魯本斯[24] ）
- 南無阿彌陀佛!-蓮台 UTENA-（撒旦）

2022年
- Crash Fever（南雲始）

2025年
- 寶可夢大師（秋明）

### 廣播節目
- 宮田幸季的Night Lovecall（第5期助手）
- 廣播羈絆前鋒！羈絆活動報告部（2016年－2017年、animate Times）[25]
- 高塚智人與深町壽成的DANDAN學園（2017年－2019年，USEN C-59頻道 BUSHI.ST）[26]
- 深町壽成、小松昌平 TWO for ONE（2018年－，AG-ON Premium）[27]
- 駒田、深町的BarBlue Bird（2018年－，RADIO TOMO）[28]

### 電視節目
- 野上翔、渡邊紘、深町壽成的要去哪裡？（2017年－，NICONICO直播）[29]

## 外部連結
- 事務所官方簡歷 （页面存档备份，存于）（日語）
- 深町壽成的X（前Twitter）（日語）